# Liogluta shastana
Liogluta shastana är en skalbaggsart som beskrevs av Thomas Casey 1910. Liogluta shastana ingår i släktet Liogluta och familjen kortvingar. Inga underarter finns listade i Catalogue of Life.